# No Way to Treat an Animal
No Way to Treat an Animal es el EP debut de la banda australiana de rock independiente Spacey Jane, que se publicó de forma independiente el 16 de noviembre de 2017. Fue producido principalmente por Rob Grant en East Fremantle. Con el apoyo del sencillo debut de la banda "Still Running" y su gran éxito "Feeding the Family", el EP alcanzó el puesto 23 en las listas ARIA en diciembre de 2020, tres años después de su lanzamiento.

## Recepción
La publicación musical australiana Pilerats calificó a No Way to Treat an Animal como una "odisea de garage-pop que suena increíblemente nítida" y "uno de los mejores lanzamientos de EP locales del año". Nathan Robert, escribiendo para el mismo sitio web cuatro años después, elogió sus sencillos que "ignoran las sensibilidades psicodélicas y rinden homenaje a un sonido de rock más limpio y más duro". Escribiendo para Happy Mag, Freya McGahey dijo que "Still Running" era "impresionante e impecablemente elaborado", logrando "claridad de tono" y un lirismo agudo con perfección." Elogió a la banda por "haber integrado un sonido indie pop audaz con su propia capa superior australiana en bruto".
Gareth Bryant, que escribió para la publicación en línea Scenestr, elogió "Feeding the Family" como un "gusano sensacional con un riff contagioso". La pista también ocupó el puesto 44 en la encuesta de oyentes de 2022 de la estación de Perth RTRFM que clasifica las 45 mejores canciones del oeste. La revista en línea Eat Your Water calificó el EP como un "éxito radiofónico inmediato".

## Lista de canciones
Todas las canciones escritas y compuestas por Todas las pistas están escritas por Ashton Hardman-Le Cornu, Caleb Harper y Kieran Lama; "Feeding the Family" coescrito por Amelia Murray.. 
| N.º | Título                        | Producer                              | Duración |  |
| 1.  | «Thrills»                     | Rob Grant                             | 3:29     |  |
| 2.  | «Feeding the Family»          | Dave Parkin                           | 4:44     |  |
| 3.  | «Papava»                      | Grant                                 | 3:53     |  |
| 4.  | «Feels Better»                | Grant                                 | 4:37     |  |
| 5.  | «Still Running»               | Chet Morgan                           | 3:33     |  |
| 6.  | «Never Been Sure of Anything» | Grant, Nick Ireland, Calum McLaughlin | 3:30     |  |